# Ак-Кыя (Кара-Кульджинский район)
Ак-Кыя (кирг. Ак-Кыя) — село в Кара-Кульджинском районе Ошской области Кыргызстана. Входит в состав Кара-Кочкорского айылного аймака.

## География
Село расположено в северо-восточной части области, на берегах реки Кек-Джангак, вблизи места впадения её в реку Каракульджа, на расстоянии приблизительно 0,3 километра (по прямой) к северу от села Кара-Кульджа, административного центра района. Абсолютная высота — 1444 метра над уровнем моря.

## Население
Согласно оценочным данным Национального статистического комитета Кыргызской Республики, численность населения села на начало 2023 года составляла 2912 человек.
| год     | 2009 | 2014 | 2015 | 2020 | 2021 | 2023 |
| ------- | ---- | ---- | ---- | ---- | ---- | ---- |
| человек | 2826 | 2736 | 2752 | 2880 | 2884 | 2912 |